# Толуанський бальзам

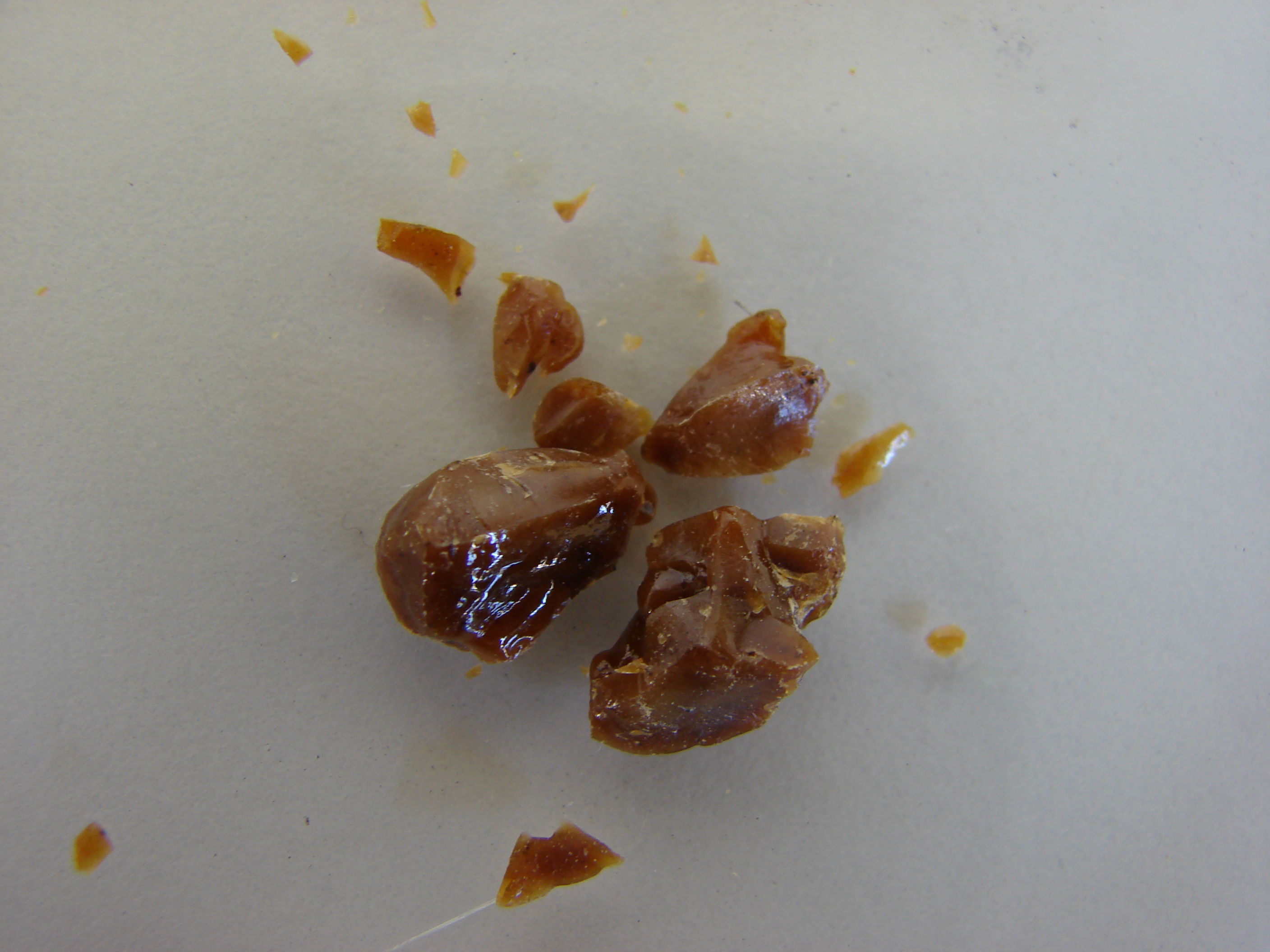

Толуанський бальзам (лат. Tolu Balsam, назва пішла від назви міста Толу (es: Tolú) в Колумбії) — густа ароматична рідина, яка виділяється з надрізів кори дерева Myroxylon (Toluifera) balsamum. Ці дерева ростуть у Центральній Америці - Колумбія, Перу, Венесуела, а також у Південній Америці — Аргентина, Бразилія, Парагвай, і Болівія.

## Склад
Містить бензойну та коричну кислоти у вільному стані (12—15 %) та у вигляді ефірів (до 86 %), а також незначні кількості ефірних олій та ваніліну.

## Властивості
На повітрі твердіє, утворюючи червоно-буру масу.
- Густина = 1,2 г/см 3 ;
- t пл = 60-65 ° C;
- Розчиняється в спирті, оцтовій кислоті, ацетоні, хлороформі, розчині їдкого калію.

## Застосування
Застосовується здебільшого у парфумерії.
В 1838 році з бальзаму був виділений толуол, який отримав свою назву: від Tolu (Balsam) + ol (eum) «олія» .